# Alfabet rumuński
Alfabet rumuński – alfabet służący do zapisu języka rumuńskiego. Oparty jest na alfabecie łacińskim, uzupełnionym o dodatkowe 5 liter. Składa się z następujących znaków:
| A a | Ă ă | Â â | B B | C c | D d | E e |
| F f | G g | H h | I i | Î î | J j | K k |
| L l | M m | N n | O o | P p | R r | S s |
| Ș ș | T t | Ț ț | U u | V v | W w | X x |
| Y y | Z z |     |     |     |     |     |

Litery K, Q, W i Y służą głównie do zapisu wyrazów zapożyczonych.

## Historia
Do lat 1860. język rumuński zapisywał się cyrylicą.
Wcześniejsze wersje rumuńskiego alfabetu łacińskiego zawierały aż 12 dodatkowych znaków, m.in. ê, ô, û – w wyniku reformy z 1904 r. zastąpione przez â, î. W 1953 r. posunięto się jeszcze dalej, eliminując literę "Â" na rzecz "Î", służących do zapisu tej samej wartości fonetycznej [ɨ] (polskie "Y"). Z powodu tej reformy pisownia nazwy państwa uległa zmianie z România na Romînia. W 1965 r. przywrócono tradycyjną pisownię słowa România, jak i słów pochodnych, jak np. român, românesc, româncă.

### Reforma z 1993 r.

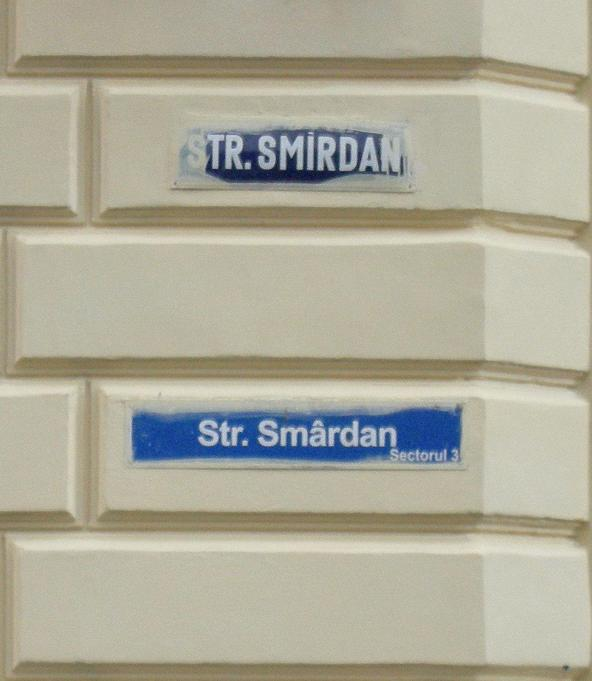
Nazwa ulicy w Bukareszcie przed i po reformie

W roku 1993 Akademia Rumuńska wydała dekret anulujący zmiany z 1953 roku i ponownie wprowadziła literę "Â" na następujących zasadach:
1. "Î" używa się:
  - na początku i na końcu wyrazów
  - w wyrazach złożonych zawierających powyższe wyrazy
2. "Â" używa się wewnątrz wyrazów

Reforma z 1993 roku nie była natychmiast zaimplementowana w Mołdawii. W 2010 r. Akademia Nauk Mołdawii rozpoczęła proces przejścia na nowe zasady ortograficzne w swoich publikacjach, zgodne z reformami rumuńskimi, który zakończono w 2011 r.. W 2016 r. Minister Edukacji Corina Fusu podpisała rozporządzenie, które nakazało stosowanie nowych zasad pisowni w instytucjach podległych Ministerstwu Edukacji.

## Przecinek i cedylla

Stary rumuński układ klawiatury QWERTZ, na którym widać litery Ş i Ţ z cedyllą.

Język rumuński używa liter Ș i Ț z przecinkiem na dole. Mimo to, ze względu na fakt, że dopiero wersja Unicode 3.0 wprowadziła rozróżnienie między przecinkiem a cedyllą, wiele tekstów i czcionek błędnie stosuje litery Ş i Ţ.